# 2000년 하계 올림픽 인도 선수단
인도는 2000년 9월 15일부터 10월 1일까지 오스트레일리아 시드니에서 열린 제27회 하계 올림픽에 참가했다.

## 종목별 성적

### 수영
남자
| 선수 | 세부 종목 | 예선 | 예선 | 준결선 | 준결선 | 결선 | 결선      |
| 선수 | 세부 종목 | 기록 | 순위 | 기록   | 순위   | 기록 | 최종 순위 |

## 양궁
| 선수 | 세부 종목 | 랭킹 라운드 | 랭킹 라운드 | 64강      | 32강      | 16강      | 8강       | 준결승    | 결승 / 순위 결정전 | 결승 / 순위 결정전 |
| 선수 | 세부 종목 | 점수        | 시드        | 상대 점수 | 상대 점수 | 상대 점수 | 상대 점수 | 상대 점수 | 상대 점수          | 최종 순위          |

## 역도
남자
| 선수        | 세부 종목 | 인상  | 인상  | 용상  | 용상   | 합계  | 합계  |       |    |
| 선수        | 세부 종목 | 기록  | 순위  | 기록  | 순위   | 기록  | 순위  |       |    |
| 1           | 2         | 3     | 1     | 2     | 3      |       |       |       |    |
| 탄다바 무투 | 밴텀급    | 105.0 | 110.0 | 112.5 | 130.50 | 135.0 | 135.0 | 245.0 | 16 |

## 육상

### 남자
트랙 및 도로 경기
| 선수 | 세부 종목 | 예선 | 예선 | 준준결선 | 준준결선 | 준결선 | 준결선 | 결선 | 결선 |
| 선수 | 세부 종목 | 기록 | 순위 | 기록     | 순위     | 기록   | 순위   | 기록 | 순위 |